# Стрёмберг, Мария Кристина
Мария Кристина София Стрёмберг (швед. Maria Christina Sophia Strömberg, урождённая Эрнстрём (швед. Ehrnström); 1777 — 17 сентября 1853), — шведская балерина, актриса и преподаватель танцев и театрального искусства. Она была замужем за театральным деятелем Юханом Петером Стрёмбергом (1773—1834) и активно сотрудничала с ним в Норвегии, где оба супруга внесли существенный вклад в развитие театра.

## Биография
Мария Кристина Эрнстрём была ученицей Луи Галлодье в Королевском балете Швеции в Стокгольме. Ей не дали места в Королевской опере в Стокгольме, но она работала в небольших театральных труппах, гастролирующих по Швеции. Известно, что Эрнстрём выступала и как танцовщица, и как актриса. В Норрчёпинге в 1797 году она вышла замуж за Юхана Петера Стрёмберга, после чего следовала за ним с театральными труппами, в которых он работал.
Мария Кристина была занята в театральной труппе своего супруга, а значит, и в первых театрах, которые он пытался основать в Уддевалле в 1798—1799 годах и в Нючёпинге в 1800—1802 годах. В период между 1802 и 1811 годами супруги гастролировали по Норвегии, где ещё не существовало налаженной профессиональной театральной деятельности. Она и её муж давали уроки танцев и драмы в Тронхейме (1803—1805), в Кристиансунне (1804-05) и в Драматической труппе (норв. Det Dramatiske Selskab) в Осло (1806—1809). Она обучала студентов женского пола, а её муж — студентов-мужчин. В то время как балету, а также танцам ранее уже обучали в Норвегии (мадам Стюарт), Мария Кристина Стрёмберг была, возможно, первой женщиной с подтверждённой официальной балетной подготовкой, дававшей подобные уроки.
В 1817—1821 годах супруги Стрёмберг жили в Гётеборге, где Мария Кристина активно работала преподавателем танцев. Они вернулись в Норвегию в 1822 году. В 1826 или 1827 году её муж основал и руководил первым постоянным профессиональным театром в Норвегии — Публичным театром Кристиании.
Мария Кристина Стрёмберг умерла от холеры.